# San Cristóbal de La Laguna (capital municipal)
San Cristóbal de La Laguna es el nombre de una de las entidades de población que forman el municipio homónimo, en la isla de Tenerife —Canarias, España—, siendo su capital municipal.
Administrativamente se incluye en la Zona 1 del municipio.
La ciudad fue declarada Patrimonio de la Humanidad por la Unesco en 1999 por ser ejemplo único de ciudad colonial no amurallada.

## Toponimia
El nombre de la ciudad le fue dado por el conquistador de Tenerife Alonso Fernández de Lugo al haber sido fundada el día de San Cristóbal, y por enclavarse junto a una laguna natural.

## Características
La ciudad de La Laguna se ubica en la extensa llanura formada entre las montañas del macizo de Anaga y las estribaciones orientales de la dorsal de Pedro Gil, situándose a una altitud media de 552 m s. n. m.
La ciudad está formada, aparte de por La Laguna Casco, por los núcleos urbanos de Barrio del Rosario, Barrio de San Juan, Camino del Bronco, Campus de Anchieta, Cercado del Marqués, Coromoto, El Bronco, El Carmen, El Centenero, El Timple, El Volador, La Concepción, La Manzanilla, La Rúa, La Verdellada, Llano de los Molinos, Molinos de San Benito, Plaza Santo Domingo, Polígono Padre Anchieta, Rancho Grande, San Antonio, San Benito, San Honorato, San Roque, Tanque Grande y las urbanizaciones Cercado Mesa, Hespérides, La Manzanilla, La Quinta, La Verdellada y Llombet.

### Geografía
La zona sobre la que se asienta la ciudad es una formación estrechamente vinculada a la actividad eruptiva de conos volcánicos situados entre la Cordillera Dorsal y el macizo de Anaga, cuyas emisiones basálticas corresponden a la serie más reciente de la isla. Con anterioridad a este periodo de actividad, la Vega Lagunera era un barranco de la red hidrográfica del macizo de Anaga, que discurría hacia el suroeste en esta zona, vertiendo sus aguas en el mar. 
Las coladas lávicas procedentes del campo volcánico de La Esperanza se derramaron en esta área con dirección norte y este, penetrando algunas de ellas por el cauce del barranco, cerrando su curso. Con posterioridad se formó una laguna con los aportes de agua de lluvia, cuyo volumen era mayor que el de las pérdidas sufridas por evaporación o desagüe. La violencia de la erosión provocó una rápida sedimentación durante el Cuaternario, que elevó progresivamente el fondo de la laguna, permitiendo la formación de limos arcillosos, con ausencias de granulometrías gruesas y potencia variable, superando en algunos lugares los 20 metros de potencia y sobre el que se estableció un bosque de laurisilva y fayal-brezal.
Desde el punto de vista geológico los sedimentos son muy importantes en la zona, destacando las arcillas lacustres de La Laguna, Los Rodeos y La Esperanza.
A raíz del poblamiento, el proceso sedimentario se intensificó. Las roturaciones desplazaron el bosque hacia el nordeste del llano, hasta su límite actual, en el monte de Las Mercedes. Los suelos, sin manto vegetal, fueron erosionados con más facilidad. Desde finales del siglo xvi la laguna tenía poco fondo y durante el verano a menudo se secaba completamente; en 1799 era sólo un pantano, y desapareció definitivamente en 1837, desecada artificialmente, y se acabó de elevar su fondo mediante los trabajos llevados a cabo con esa finalidad por la Comandancia de Ingenieros. Fruto de esta evolución, la zona ofrecía buenas condiciones para los cultivos y la posibilidad de obtener madera y piedra, sin que su transporte exigiera grandes trabajos.

## Demografía
| Año        | 2000   | 2001   | 2002   | 2003   | 2004   | 2005   | 2006   | 2007   | 2008   | 2009   | 2010   | 2011   | 2012   | 2013   | 2014   |
| ---------- | ------ | ------ | ------ | ------ | ------ | ------ | ------ | ------ | ------ | ------ | ------ | ------ | ------ | ------ | ------ |
| Habitantes | 28.084 | 29.768 | 29.781 | 29.497 | 29.706 | 30.355 | 30.375 | 31.549 | 31.943 | 32.078 | 32.095 | 32.107 | 32.082 | 31.337 | 31.520 |

## Comunicaciones
Las principales vías de entrada a la ciudad son la Autopista del Norte TF-5, la Carretera General del Norte TF-152, la Carretera Vía de Ronda TF-13 y la Carretera General Santa Cruz-Laguna TF-180.

### Transporte público
En la ciudad se encuentran diversas paradas de taxi, así como las paradas del Tranvía de Tenerife denominadas Museo de la Ciencia, Cruz de Piedra, Padre Anchieta y Trinidad.
| Línea | Origen         | Destino  |
| ----- | -------------- | -------- |
|       | Intercambiador | Trinidad |

También se localiza aquí el Intercambiador de Transportes de La Laguna, donde se encuentran numerosas líneas de autobús —guagua— de TITSA.

## Lugares de interés
- Casco antiguo
- Iglesia de la Concepción
- Plaza del Adelantado
- Catedral de San Cristóbal de La Laguna
- Convento de Santa Catalina de Siena
- Convento de las monjas Claras
- Iglesia de Santo Domingo de Guzmán
- Real Santuario del Santísimo Cristo de La Laguna
- Plaza del Cristo de La Laguna
- Teatro Leal
- Consejo Consultivo de Canarias
- Casa Salazar
- Museo de Historia de Tenerife
- IES Canarias Cabrera Pinto

## Galería

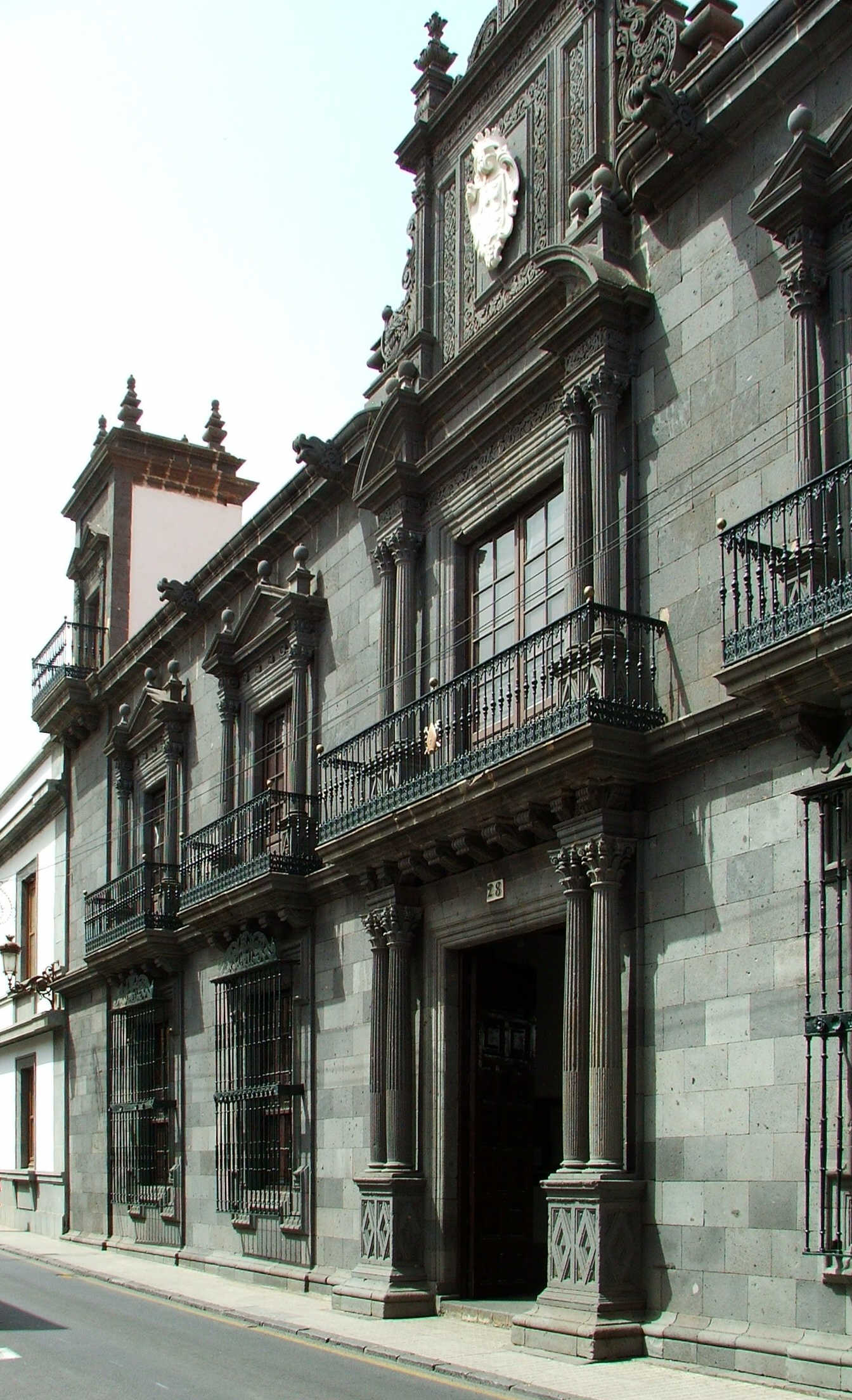
Casa Salazar
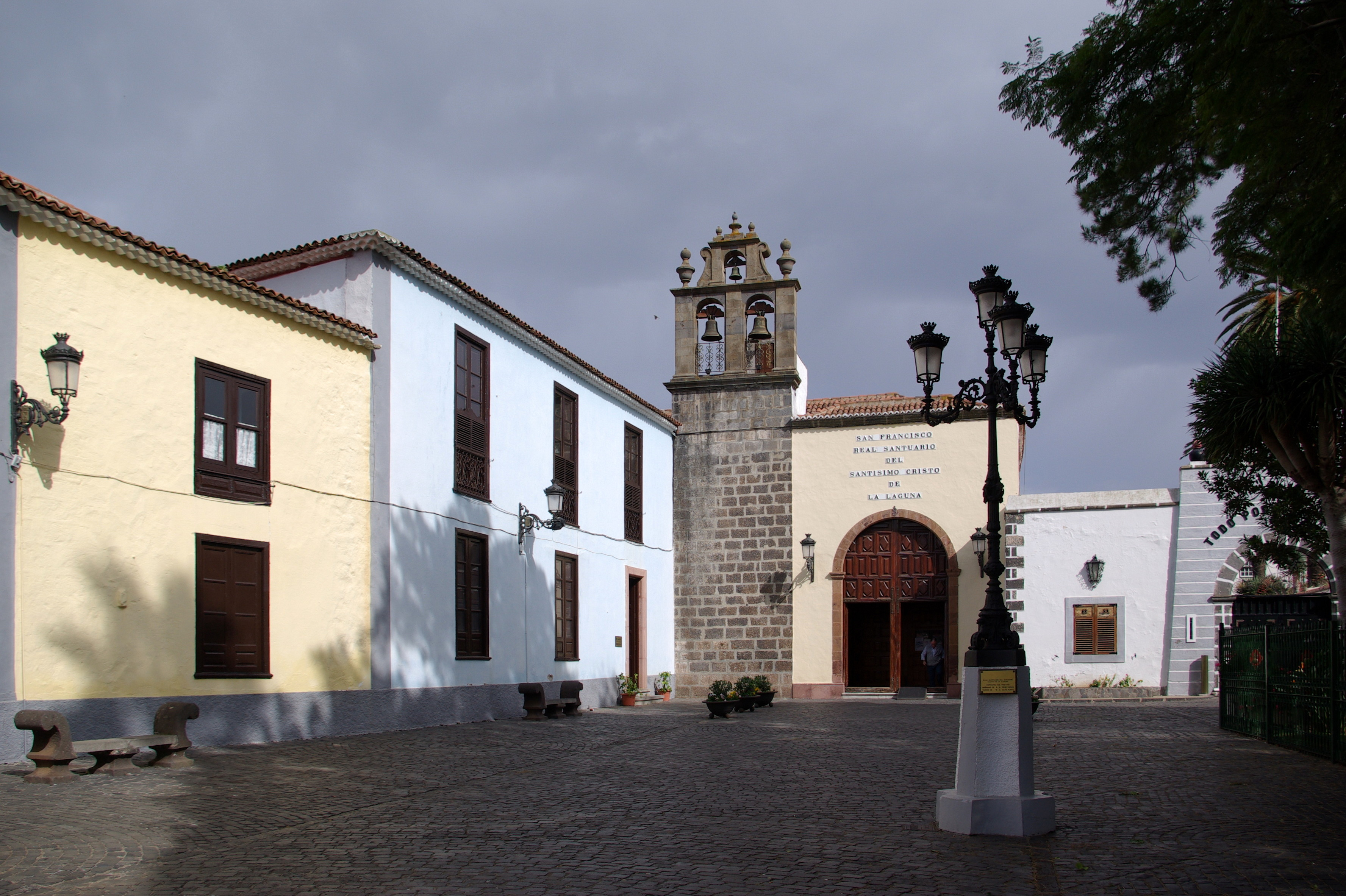
Real Santuario del Cristo de La Laguna
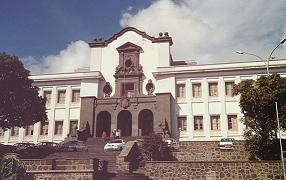
Universidad de La Laguna
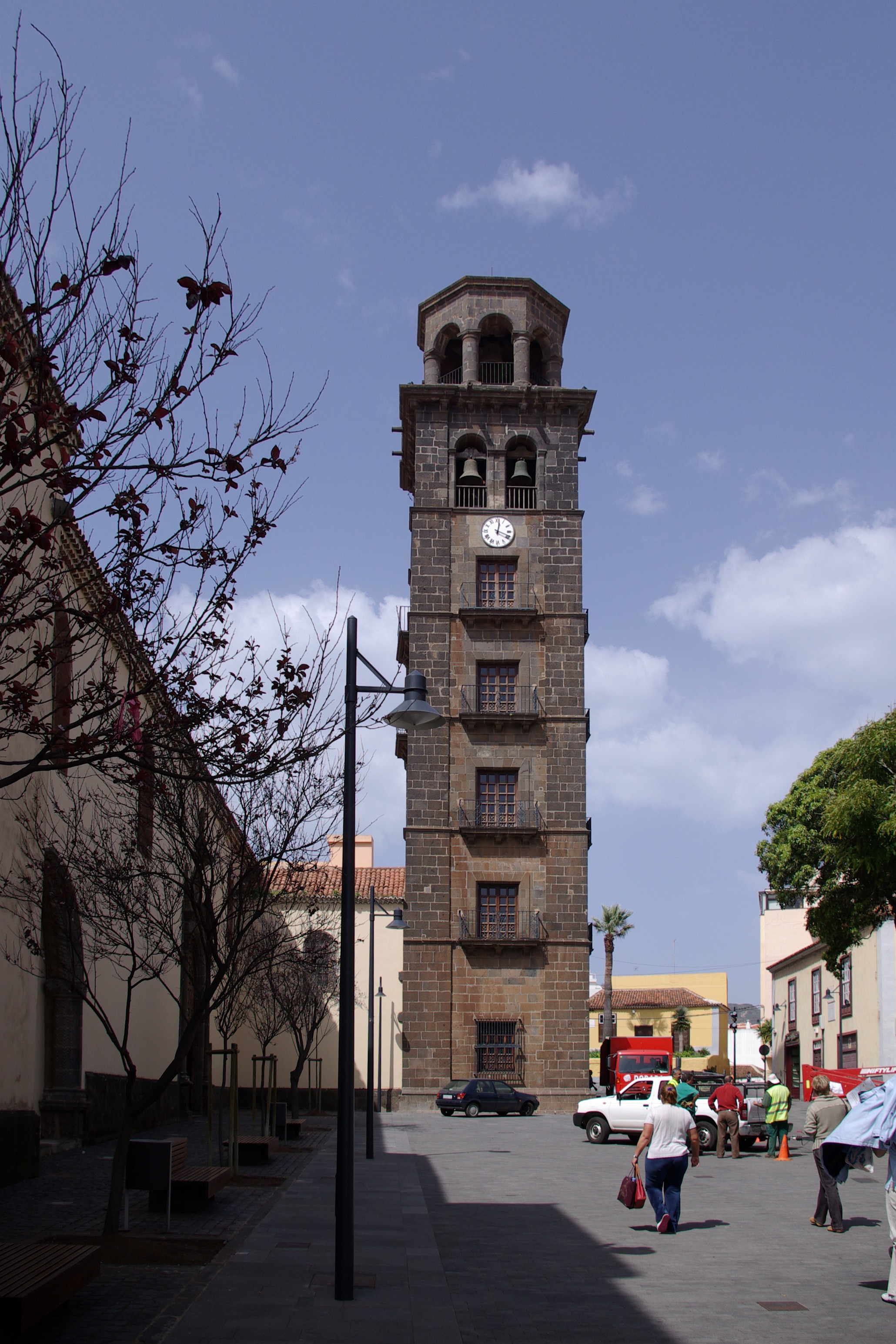
Iglesia de la Concepción
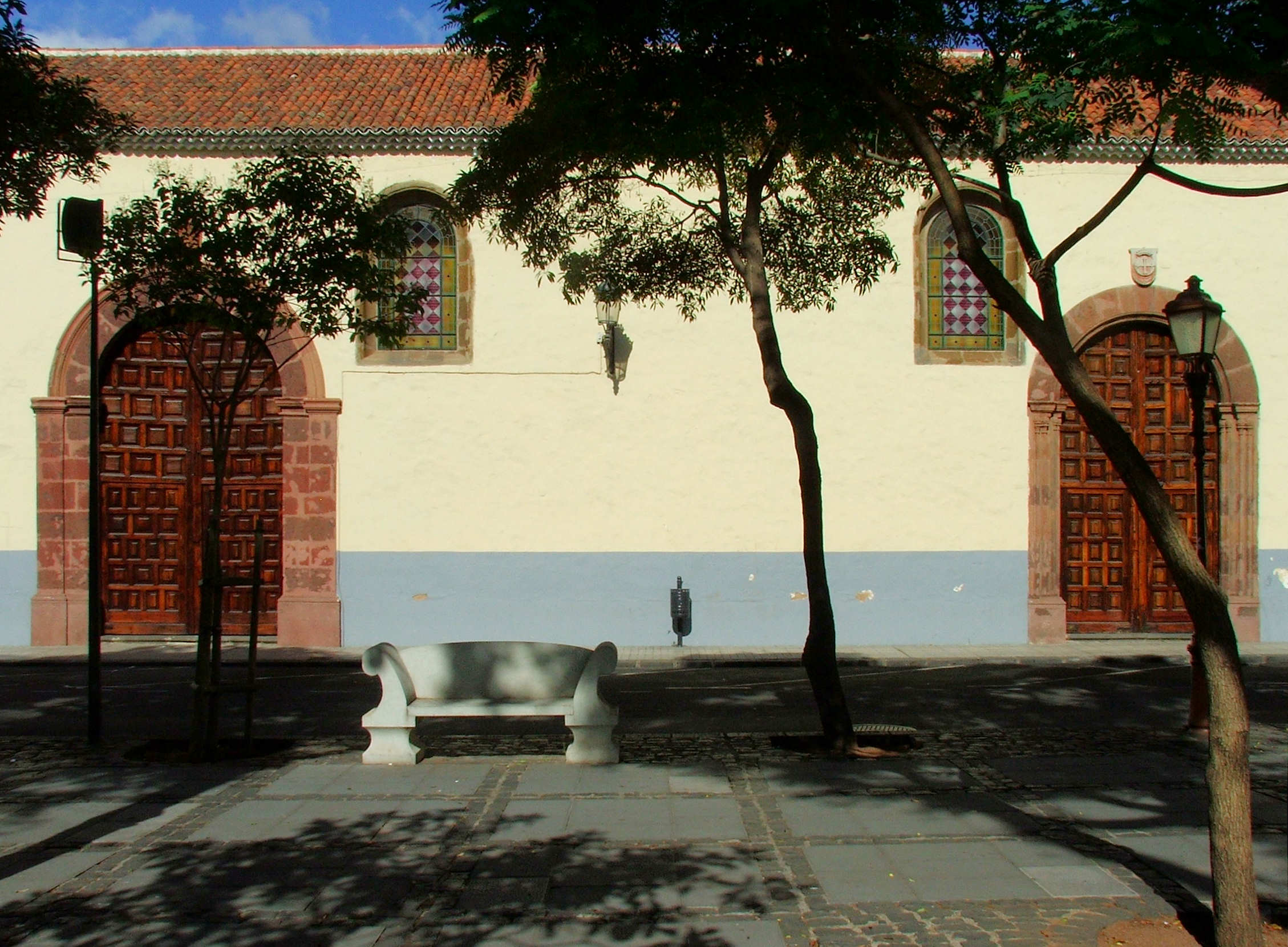
Convento de Santa Catalina de Siena
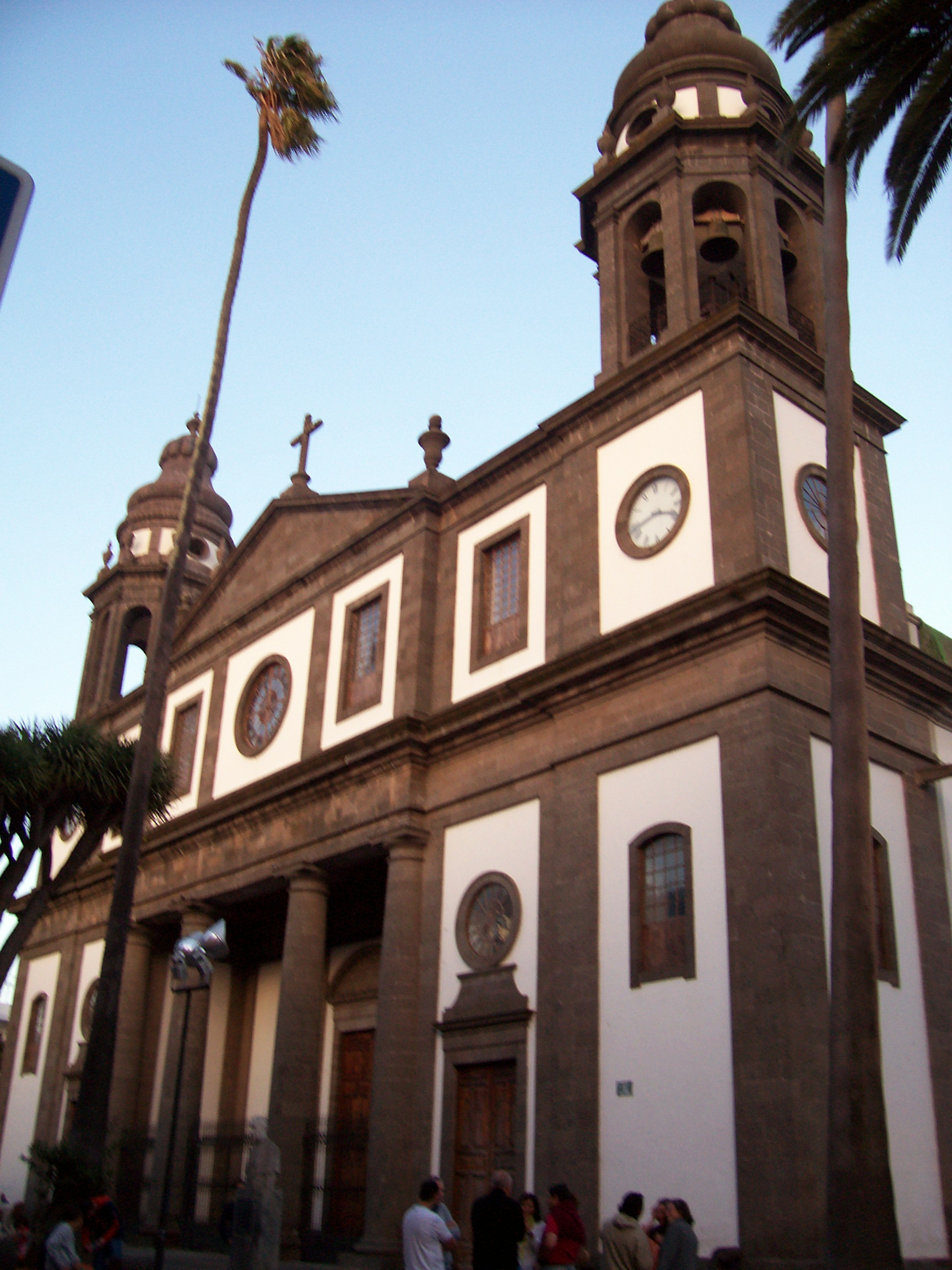
Catedral de San Cristóbal de La Laguna